# Few and Far Between
Few and Far Between (auch Few and Far Between: Live at Tonic 6/4/00) ist ein Jazzalbum von Bobby Few, Avram Fefer und Wilber Morris. Die am 4. Juni 2000 im Veranstaltungsort Tonic, New York City, entstandenen Aufnahmen erschienen am 25. Juni 2002 auf Boxholder Records.

## Hintergrund
Im Laufe der 1990er und 2000er Jahre erschien Bobby Fews Musik auf zahlreichen Alben kleiner europäischer Labels wie Ades. In dieser Zeit begann eine Zusammenarbeit mit dem Holzbläser Avram Fefer. Few und Fefer spielten häufig zusammen in Paris, wo der in San Francisco geborene Holzbläser Anfang der 1990er Jahre lebte, und sie behielten ihre Kooperation bei, nachdem Fefer nach New York gezogen war.
Saxophonist Avram Fefer, der Pianist Bobby Few und der Bassist Wilber Morris spielten im Juni 2000 im Trio im Tonic, einer Avantgarde-Spielstätte New Yorks. Ihr Set ist in dieser Veröffentlichung vollständig dokumentiert. Das Album besteht aus vier langen Stücken und beginnt mit Fews Continental Jazz Express, einem eindringlichen Thema (das er auch als Titelstück eines Soloalbums präsentierte), gefolgt von Wilber Morris’ Ballade Chazz. Nach Fefers Loss (for Flo), einem Stück, das er in mindestens zwei anderen Kontexten aufgezeichnet hat, folgt Charles Mingus’ Nostalgia in Times Square, mit dem das Set mit einer zehn Minuten langen Coda schließt. Im Duett von Few mit Fever entstanden u. a. 20004 noch die beiden Alben Kindred Spirits und Heavenly Places, die beide 2005 bei Boxholder Records erschienen sind.

## Titelliste

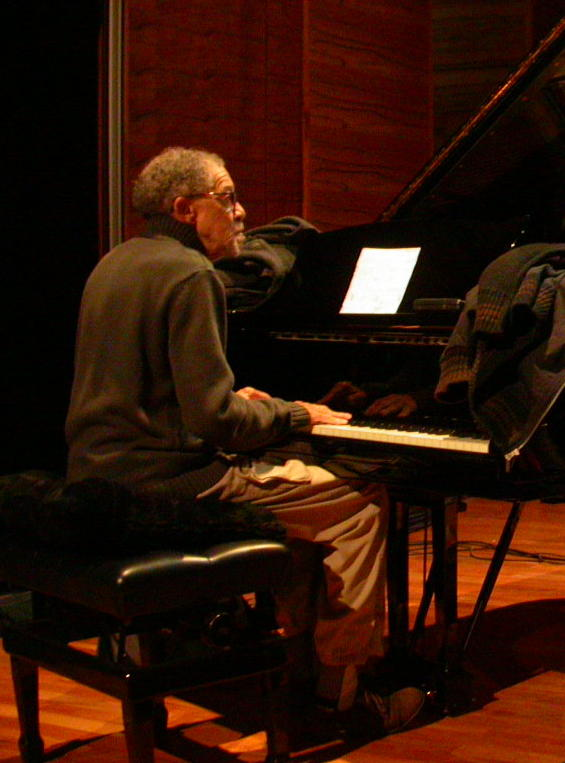
Bobby Few, 2007

- Bobby Few, Avram Fefer, Wilber Morris: Few and Far Between (Boxholder Records BXH 029)[4]
  1. Continental Jazz Express (Bobby Few) 15:03
  2. Chazz (Wilber Morris) 12:42
  3. Loss (For Flo) (Avram Fefer) 20:25
  4. Nostalgia in Time Square (Charles Mingus) 18:51

## Rezeption
David G. Adler verlieh dem Album in Allmusic drei Sterne und schrieb: „Es ist eine inspirierende Angelegenheit mit mehreren Generationen. Das Fehlen von Trommeln führt außerdem zu einer eher intimen Begegnung mit Fefers Spiel.“
Kevin Whitehead (Chicago Reader) merkte an, auf seinem Hauptinstrument, dem Tenorsaxophon, habe Fefer „einen muskulösen Vollgasklang; Seine Phrasierung kann manchmal vorhersehbar regelmäßig werden, aber es funktioniert normalerweise, um den Beat voranzutreiben, anstatt ihn zu verlangsamen.“ Höhepunkt des Albums sei die Version von Mingus’ Nostalgia in Times Square.
Nach Ansicht von Dan McClenaghan, der das Album in All About Jazz rezensierte, ist „Fefers ‚Loss‘ vielleicht das Highlight der CD. ‚Nostalgia in Times Square‘ gebe der Sache mit einer positiven Note. Als Vehikel fungiert es als perfekte Vorlahge für Fews Eröffnung; Fefer klinge resonant und relativ konventionell, mit einem messingfarbenen, hohlen Ton an seinem Instrument. E“in dichter Rhythmus sei im Überfluss vorhanden und biete Raum für einfallsreiches Solospiel.